# Hellmuth Hirth
Hellmuth Hirth född 24 april 1886 i Heilbronn död 1 juli 1938 i Karlsbad, var en tysk ingenjör och flygpionjär. Han var son till Albert Hirth och bror till Wolf Hirth
Sedan Hirth genomgått grundskolan tog han 1901 jobb som mekanikerlärling. Med stöd av sina föräldrar fick han resa till USA där han bland annat arbetade vid Edison General Electric Company som tekniker. 1904 återkommer han till Tyskland och får till en början arbeta bredvid sin far. 1908 blir han chef för pappans filialföretag i England. Vid pappans företag är flygpionjären August Euler anställd som verkmästare. Hirth, som är flygintresserad, hjälper Euler med reparationer och underhåll av hans Voisinflygplan. Eftersom Hirth själv vill lära sig flyga, åker han till Stuttgart för att köpa ett eget Blériotflygplan. Men då flygplanet är utrustat med en för svag motor kan han bara göra små hopp upp i luften. För att lära sig flyga ordentligt åker han till Wien där piloten Karl Illner instruerar honom i en Etrich Taube. Efter utbildningen anställs han som chefspilot vid Rumpler-Werken som drivs av Edmund Rumpler som tysk återförsäljare och licenstillverkare av Etrichflygplan.  
Han flyger upp för tyskt flygcertifikat och tilldelas 11 mars 1911 certifikat nummer 79. Han kommer under de följande åren att sätta ett stort antal olika flygrekord. 1912 anställs han som teknisk chef vid Albatros Flugzeugwerke, där kommer han att samarbeta med konstruktören Ernst Heinkel vid konstruktionen av olika Albatrosflygplan. Han fortsätter dock med sitt tävlingsflygande och 12 juni 1912 sätter han världsrekord i höjdflygning när han når 4 420 meter.  
Hans tävlingsinstinkt får honom till att konstruera ett flygplan för längre flygturer. Målet är en atlantflygning, men när första världskriget bryter ut tvingas han avbryta arbetet. Många av de flygplan och piloter som fanns tillgängliga i Tyskland mönstrades och Hirth placerades i Jagdstaffel Boelcke som löjtnant.
Greve Zeppelin som såg möjligheten för det tyska flyget att bidra som ett vapen i kriget blev intresserad av Hirths flygplanskonsruktion för atlantflygning. Han bildade en grupp med konstruktörerna Robert Bosch, Gustav Klein och Heinkel för att vidareutveckla flygplanet och efter sex månaders arbete kunde Hirth provflyga prototypflygplanet Gotha RI.
Under 1920 bildade han tillsammans med Hermann Mahle firman Elektronmetall som tillverkade motordelar till flygplans- och bilmotorer i en aluminium-magnesium legering. Vid företaget utvecklade man en motorcykelmotor som Wolf Hirth använde när han vann tyska mästerskapen i MC. 
1927 lyfte Hirth bort flygplansdelarna från företaget och bildade företaget Hirth Motoren GmbH, medan Mahle drev tillverkningen av bildelar vidare under namnet Mahle GmbH. Den första motor som konstruerades vid företaget var HM 60 som när den lanserades 1931 tog en stor del av marknaden för lätta tyska flygmotorer. Företaget lever i dag vidare som tillverkare av lätta tvåtaktsmotorer för flygindustrin.
Hirth avled efter ett flyghaveri 1 juli 1938 i Karlsbad.